# Ђимиљијано-Галеђано (Асколи Пичено)
Ђимиљијано-Галеђано (итал. Gimigliano-Galleggiano) насеље је у Италији у округу Асколи Пичено, региону Марке.
Према процени из 2011. у насељу је живело 69 становника. Насеље се налази на надморској висини од 414 м.